# Macrarene digitata
Macrarene digitata is een slakkensoort uit de familie van de Liotiidae. De wetenschappelijke naam van de soort is voor het eerst geldig gepubliceerd in 1988 door McLean, Absalão & Santos Cruz.